# Elaquistídeos
Elaquistídeos (Elachistidae) são uma família de insectos da ordem Lepidoptera.

## Géneros
- Elachista
- Eretmograptis Meyrick, 1938
- Mylocrita Meyrick, 1922
- Myrrhinitis Meyrick, 1913
- Perittia Stainton, 1854
- Stephensia Stainton, 1858
- Urodeta Stainton, 1869